# Megatherium
Megatherium a fost un „leneș uriaș” (Folivora) de mărimea unui elefant care a trăit în perioada glaciară până la sfârșitul pleistocenului pe teritoriul Americii de Sud. Animalul atingea o lungime de 6 m, având o greutate de câteva tone. Fiind cea mai mare specie de „animal leneș”. Spre deosebire de „leneșul” de azi care duce o viață arboricolă, Meghatherium ducea o viață pedestră pe sol.

## Arealul de răspândire
După locul unde au fost descoperite fosilele, se consideră că Megatherium a trăit în America de Sud până la sfârșitul pleistocenului, supraviețuind perioada mare de migrație a animalelor, perioadă în care au dispărut o serie de specii. Se presupune că dispariția lui Megatherium este legată de sosirea omului preistoric pe continentul american care a vânat animalul.

## Mod de viață
Megatherium era după toate probabilitățile un animal erbivor, aceasta este atestată de musculatura bune dezvoltată a maxilarelor care îi înlesneau consumarea crengilor. Ca să ajungă la frunzele copacilor se ridica probabil pe două picioare, trăgând crengile cu labele anterioare. Datorită climei uscate din Patagonia s-a conservat în excrementele animalului unele specii de bacterie enterale. În afară de Megatherium a mai existat o specie de animal leneș „Eremotherium” care a trăit în regiunile nordice mai reci din America de Sud până în Florida.